# Gheorghe Ghibănescu
Gheorghe Ghibănescu (n. 29 septembrie 1864, Gugești, România – d. 4 iulie 1936, Iași, România) a fost un istoric, genealogist și filolog român, membru corespondent (1905) al Academiei Române. A  venit pe lume la Gugești (cca 21 de km de Huși), județul Fălciu, ca mezin în familia cu doisprezece copii ai arendașului Hagi Irimia Arhip, din Șchiopeni. Ghiban, din care se trăgea neamul său era un „vechi băștinaș de pe Valea Moisiei, din județul Fălciu [...], aciuat prin însurătoare în vechiul sat al lui Petre Micșin, zis Micșineștii, azi Deleni de Fălciu, cu una Mălina, strănepoata acelui Petre Micșin, cum scrie risovul lui Petre Rareș Vodă din 1532 pe slavonie”.La Huși, unde a copilărit (și de unde se trăgea mama sa, Magdalina, născută Ciofea) a urmat primele trei clase primare la Școala nr. 3, iar pe a patra la Școala nr. 1, avându-l drept dascăl pe Ioan Semaca.Cu studii seminariale la Huși (între 1875 și 1879), respectiv la „Socola”- Iași (pe intervalul 1879-1882) a urmat cursurile Facultății de Litere și Filosofie din cadrul Universității Mihăilene, obținând licența în cursul anului 1887.Funcționează timp de patru ani ca profesor de istorie la Bârlad (Liceul „Gheorghe Roșca Codreanu”) și se transferă la Iași (Școala Normală „Vasile Lupu”), unde a predat peste patru decenii, până la 1 septembrie 1931, când se pensionează. 
A adunat o mare colecție de documente din orașele și satele Moldovei și a tradus din limba slavonă acte care cuprind date în special despre epoca feudală din Moldova. A publicat aceste documente, fără o metodă critică, în volumele XVIII - XXV ale „Uricariului” (editat de Teodor Codrescu), apoi în colecția proprie „Ispisoace și zapiste” (6 vol. 1906 - 1926).
După 1906 a publicat în cele peste 25 de volume a propriei colecții „Surete și izvoade” studii documentare și genealogii referitoare la vechi familii boierești cum ar fi Cuza, Catargiu, Racoviță, Râșcanu și Kogălniceanu, ale căror membri „au putut imprima vremii rostul persoanei lor și au luat parte directă la înfăptuirea actelor de așa măsură ca să asigure o pagină celebră a neamului lor”.
În anul 1920, un grup de profesori din Iași, compus din Gheorghe Ghibănescu, Mihai Costăchescu, Sever Zotta, la care s-a adăugat publicistul N. A. Bogdan, au pus bazele unui muzeu municipal al Iașului.
În urma unei boli incurabile la plămâni, Gheorghe Ghibănescu, unul dintre cei mai prodigioși istorici ai Moldovei, care „a trăit împreună cu documentul”, încetează din viață la Iași, unde se și odihnește, la Cimitirul „Eternitatea”, parcela 17/I, rândul 1, locul 8. 

## Lucrări
- Originile Hușilor, 1888
- Grafica chirilică la români, 1889
- Ispisoace și zapise, 6 volume, 1906 - 1926
- Surete și izvoade, 25 volume, 1906 - 1933
- Studiu istoric asupra văii Elanului, 1912